# ارتش ووچ
سپاه ووچ (به لهستانی: Armia Łódź) در ۲۳ مارس ۱۹۳۹ با هدف پر کردن فاصله میان سپاه پوزنان و سپاه کراکوف ایجاد گشت.

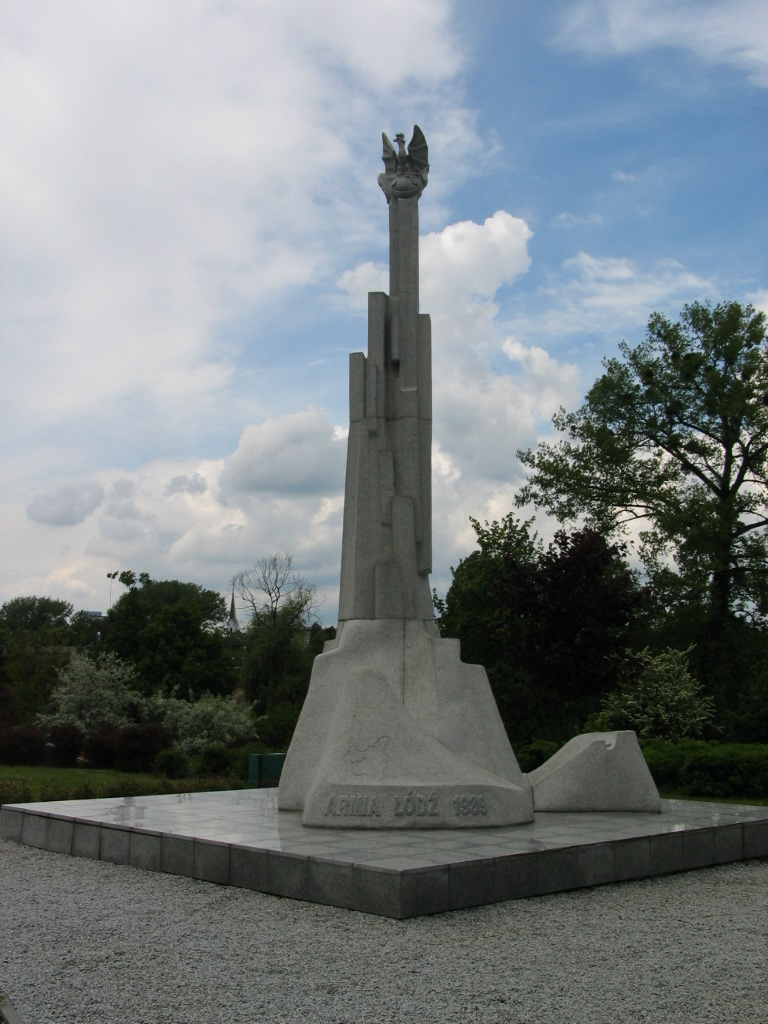
یادواره سپاه ووچ

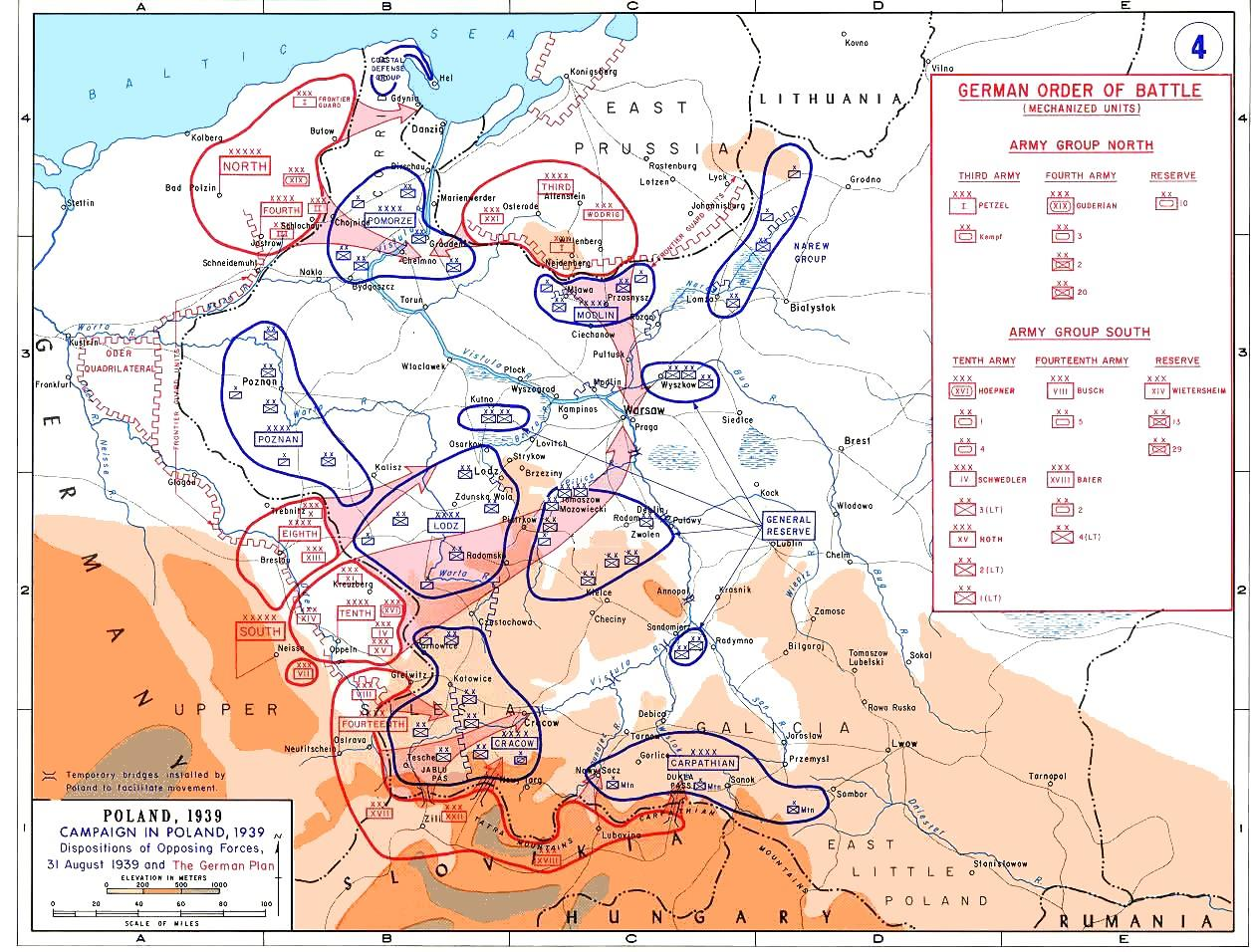
آرایش نیروها در روز اول تهاجم آلمان به لهستان.

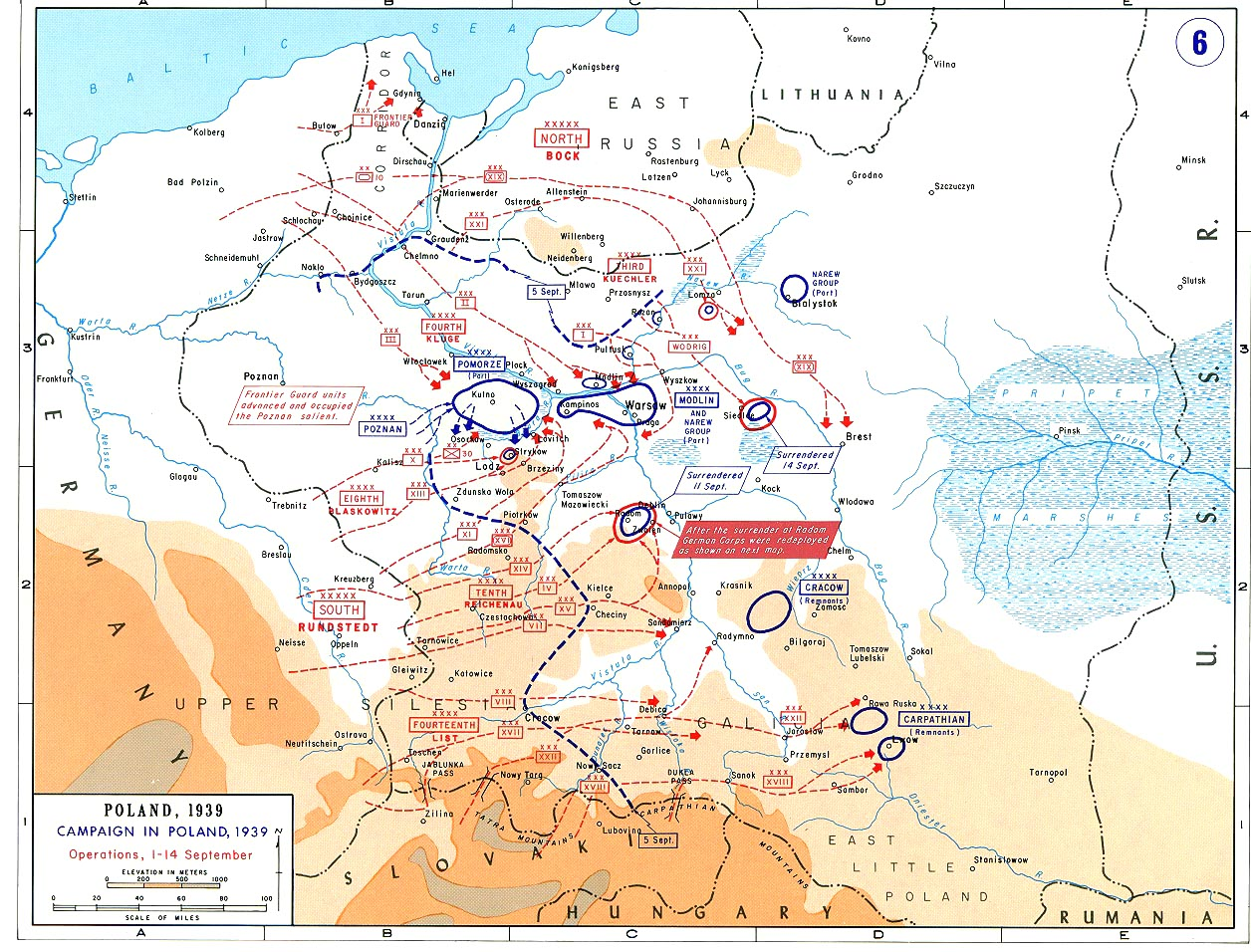
آرایش نیروها در روز ۱۴ سپتامبر به همراه مسیر حرکت آن‌ها تا این تاریخ.

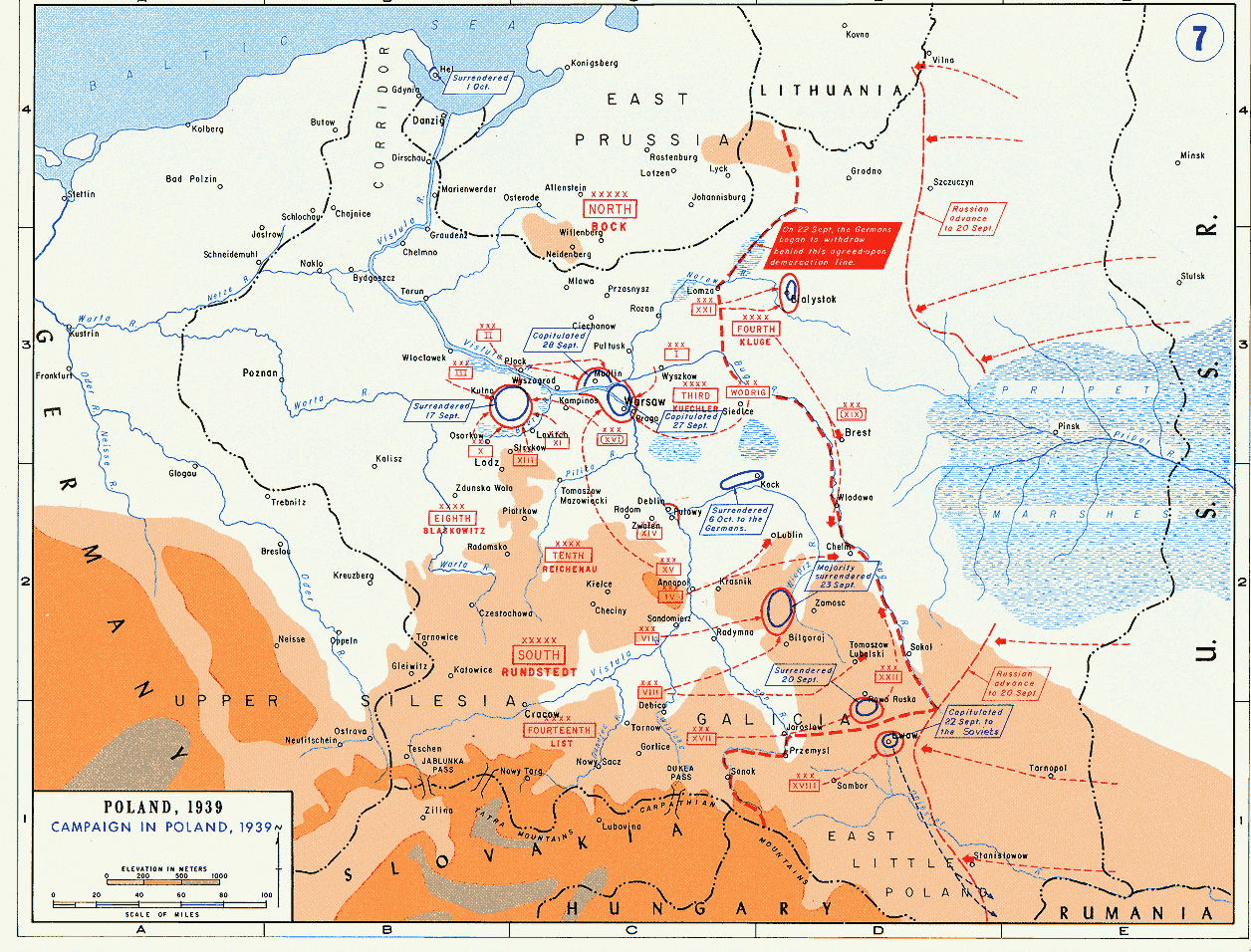
مسیر حرکت نیروهای طرفین پس از ۱۴ سپتامبر.

## تاریخچه
در شمال سپاه پوزنان وظیفه حفاظت از لهستان بزرگ و در جنوب سپاه کراکوف وظیفه حفاظت از سیلزی علیا را به عهده داشتند که در میان آن‌ها سپاه ووچ وظیفه داشت تا جلوی حرکت نیروهای آلمانی به سمت شهر ووچ را گرفته و پوششی برای سپاه پروسی که ذخیره بود فراهم آورد تا بتواند نیروهای خود را سازماندهی نماید.
با آغاز تهاجم به لهستان سپاه ووچ در ابتدا جنگ توانست موفقیت‌هایی را کسب کند از جمله آنکه در نبرد موکرا یک تیپ سواره نظام لهستانی توانست مانع پیشروی لشکر ۴ زرهی آلمان شود اما با افزایش فشار گروه ارتش جنوبی آلمان که فرماندهی آن را گرد فون روندشتت به عهده داشت سپاه ووچ مجبور به عقب‌نشینی به سمت رود ویستولا شد و نهایتاً از سپاه پوزنان و سپاه کراکوف جدا افتاد.
بدون وجود هیچ مانع طبیعی و با توجه به برتری محسوس قوای آلمان به سرعت سپاه ووچ زمین‌گیر شد و نتوانست وظیفه‌های محوله طی نبرد مرزی را به اجرا درآورد و در نهایت شهر ووچ در ۸ سپتامبر به دست نیروهای آلمانی افتاد.